# هانس خواكيم شنايدر
هانس خواكيم شنايدر (بالألمانية: Hans Joachim Schneider)‏ هو عالم جريمة ومحامي وعالم نفس ألماني، ولد في 14 نوفمبر 1928 في بيدنكوبف في ألمانيا، وتوفي في 18 يونيو 2015.